# Finn-Kirja
Finn-Kirja är ett sverigefinskt författarlag som grundades 1975 på initiativ av Föreningen för Sverigefinska Skribenter. Förlaget trycker och ger ut skönlitteratur, som diktböcker, novellsamlingar, antologier, biografier och andra verk som är skrivna på finska. Den ekonomiska basen för förlagets verksamhet är dels försäljning av böcker och dels bidrag från Statens kulturnämnd.